# Epístola de Santiago
En el cristianismo, la Epístola de Santiago (en griego antiguo: Ἰάκωβος), por lo general referida simplemente como Santiago, es una carta (epístola) del Nuevo Testamento. Los primeros manuscritos existentes de Santiago generalmente se datan a mediados y finales del siglo III.
El autor se identifica como «Santiago, siervo de Dios y del Señor Jesucristo» y la epístola se atribuye tradicionalmente a Santiago el Justo.
Hay cuatro puntos de vista sobre la Epístola de Santiago:
1. que la carta fue escrita por Santiago antes de las epístolas paulinas,
2. que la carta fue escrita por Santiago después de las epístolas paulinas,
3. que la carta es pseudoepigráfica,
4. que la carta comprende material originario de Santiago, pero reelaborado por un editor más tarde.[1]

Enmarcado dentro de un tema general de la perseverancia paciente durante pruebas y tentaciones, el texto condena diversos pecados. La epístola fue dirigida a «las doce tribus que están en la dispersión». Que se encuentran en diferentes lugares. (Santiago 1:1), por lo que es considerada generalmente para la audiencia judeocristiana fuera de Palestina.

## Composición

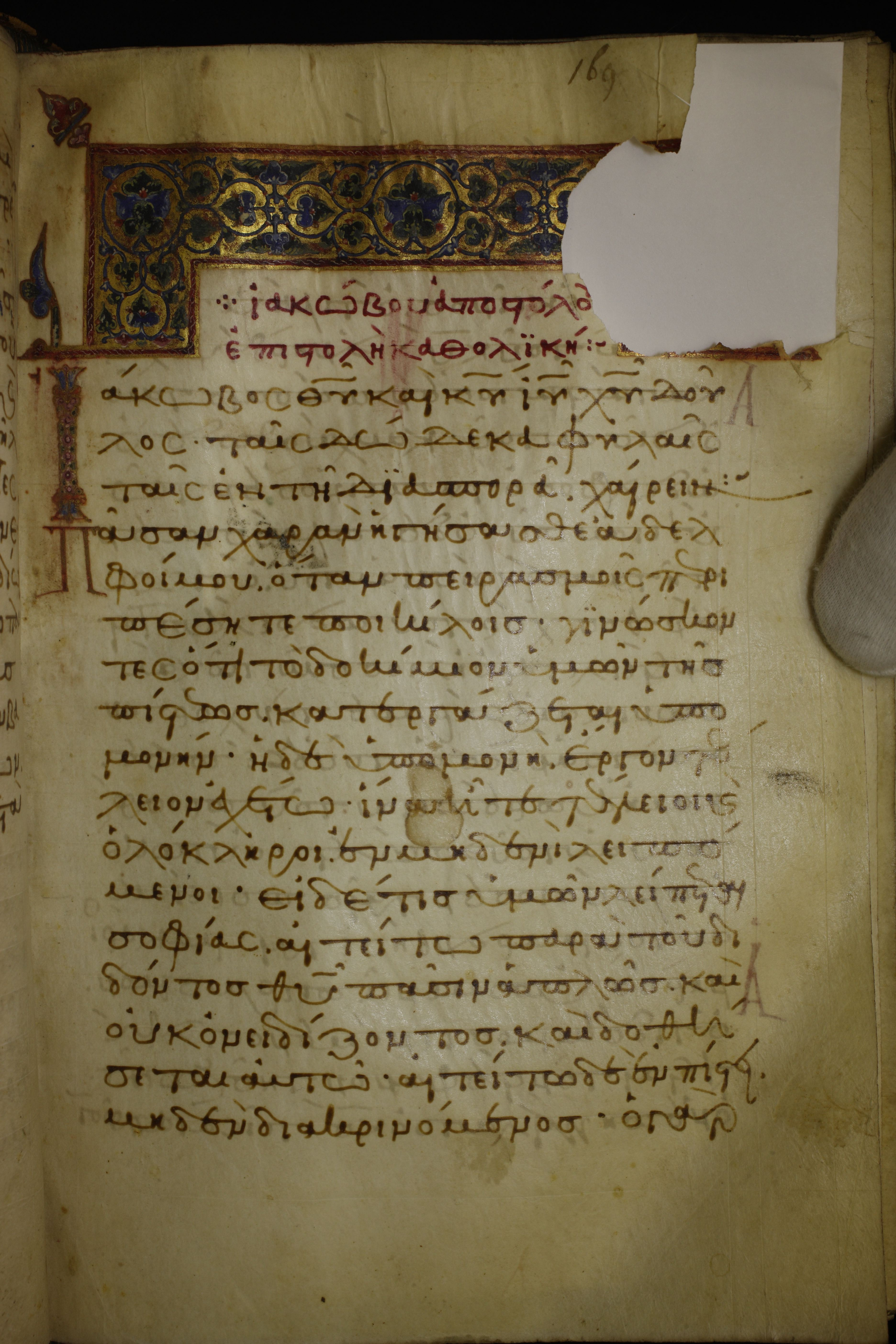
Primera página de la epístola en el manuscrito Minuscule 319.

La epístola no puede ser una verdadera pieza de correspondencia con partes específicas, sino más bien un ejemplo de literatura de la sabiduría formulado como una carta para su circulación. El trabajo se considera la literatura sapiencial del Nuevo Testamento porque, «como Proverbios y Sirácides, consiste en gran parte de exhortaciones morales y preceptos de carácter tradicional y ecléctico». Del mismo modo, la Enciclopedia Católica dice: «Los temas tratados en la Epístola son muchos y variados y, además, Santiago no pocas veces, mientras que dilucida un punto determinado, pasa abruptamente a otro, e inmediatamente se reanuda una vez más su argumento anterior».

### Autoría
El escritor se hace llamar simplemente «Santiago, siervo de Dios y del Señor Jesucristo» (Santiago 1:1). Jesús tenía dos apóstoles llamados Santiago, pero es poco probable que cualquiera de ellos escribiera la carta. Un apóstol, Santiago, hijo de Zebedeo, fue martirizado alrededor del 44 d. C. Esto sería muy temprano para que hubiera sido el escritor. El otro apóstol Santiago, hijo de Alfeo, no es prominente en el registro de las Escrituras, y muy poco se sabe sobre él.
Por el contrario, la evidencia apunta a Santiago, el hermano de Jesús, a quien Jesús, evidentemente, había hecho una aparición especial después de su resurrección, como se describe en el Nuevo Testamento. Este Santiago fue prominente entre los discípulos. El escritor de la carta de Santiago identifica a sí mismo como «siervo de Dios y del Señor Jesucristo», de la misma manera como lo hizo Judas, quien en la Epístola que lleva su nombre se llamó a sí mismo «siervo de Jesucristo, y hermano de Jacobo» (Santiago 1:1, Judas 1). Por otra parte, el saludo de la carta de Jacobo incluye el término «Salud», de  la misma manera como lo hizo la carta sobre la circuncisión que se envió a las congregaciones (Hechos 15:23). En este último caso, al parecer Jacobo, el hermano de Jesús, habló en un lugar destacado en la asamblea de «los apóstoles y los ancianos» en Jerusalén.
A partir de principios del siglo III, los autores patrísticos citan la epístola escrita por Santiago el Justo, hermano de Jesús y primer obispo de Jerusalén. No contado entre los Doce Apóstoles, a menos que se le asimile con Santiago el Menor, Jacobo fue, no obstante, una figura muy importante: Pablo lo describió como «el hermano del Señor» en Gálatas 1:19 y como uno de los tres «pilares de la Iglesia» en 2:9. Tradicionalmente se le considera el primero de los setenta discípulos. Juan Calvino y otros sugirieron que el autor era el apóstol Santiago el Menor, a quien a menudo se le confunde con Santiago el Justo. Si fue escrito por Santiago el Justo, el lugar y el tiempo de la redacción de la carta sería Jerusalén, donde Jacobo residía antes de su martirio en el 62.
El reformador protestante Martín Lutero negó que fuera la obra de un apóstol y lo llamó una «epístola de paja», en comparación con algunos otros libros del Nuevo Testamento, siendo una causa no menos importante el conflicto que piensan que levantó con Pablo en la doctrina de la justificación.
Muchos estudiosos consideran que la epístola se escribió a finales del siglo I o II. Entre las razones para esto están:
- el autor se presenta simplemente como un «siervo de Dios y del Señor Jesucristo», sin necesidad de invocar cualquier relación especial con la familia de Jesús.
- la lengua griega culta de la Epístola, se afirma, no podría haber sido escrita por un judío de Jerusalén. Algunos estudiosos sostienen una versión primitiva de la carta fue compuesta por Jacobo y luego pulida por otro escritor.[14]
- la epístola fue aceptada sólo gradualmente en el canon del Nuevo Testamento.
- algunos ven paralelismos entre Santiago y 1 Pedro, 1 Clemente, y el Pastor de Hermas y asumen que refleja la situación socioeconómica que cristianos tenían a finales del siglo I o principios del II. Por lo tanto, podría haber sido escrita en cualquier parte del Imperio donde los cristianos hablaban griego. Hay algunos estudiosos que argumentaron por Siria.[14]

## Contenido
Las Sociedades Bíblicas Unidas del griego del Nuevo Testamento dividen la carta en las siguientes secciones:
|  | - Saludo (1:1) - La fe y la sabiduría (1:2-8) - La pobreza y la riqueza (1:9-11) - Juicio y Tentación (1:12-18) - Oír y hacer la Palabra (1:19-27) - Advertencia contra la parcialidad (2:1-13) - La fe y las obras (2:14-26) | - La Lengua (3:1-12) - La sabiduría de arriba (3:13-18) - Amistad con el Mundo (4:1-10) - Juzgar un Hermano (4:11-12) - Advertencia contra la jactancia (4:13-17) - Advertencia a los ricos (5:1-6) - La paciencia y la oración (5:7-20) |

## Visión alternativa
Hay otros enfoques para la comprensión, y la lectura, de la epístola de Santiago. El enfoque histórico comienza en diferentes supuestos, y no se conforma dejando el libro sólo como una «literatura de la sabiduría del Nuevo Testamento, como un pequeño libro de Proverbios», o como un conjunto disperso de perlas al azar que cayó en ningún orden en particular, en un pedazo de cuerda. Un artículo periodístico de 2013 explora los antecedentes históricos violentos detrás de la epístola y ofrece la sugerencia de que fue efectivamente escrita por Jacobo el hermano de Jesús, y por lo tanto escrito antes del año 62, el año de su asesinato. La década de los 50 vio el crecimiento de la agitación y la violencia en Judea y los judíos se sintieron cada vez más frustrados con la corrupción, la injusticia y la pobreza. Se prolongó en los años 60 y cuatro años después del asesinato de Jacobo, estalló la guerra con Roma,  una guerra que llevaría a la destrucción de Jerusalén y la dispersión de la población. La epístola de Santiago es conocida por exhortaciones sobre la lucha contra la pobreza y el cuidado de los pobres de manera práctica (1:26–27; 2:1–4; 2:14–19; 5:1–6), defender a los oprimidos (2:1–4; 5:1–6) y no ser «como el mundo» en la forma en que uno responde al mal en el mundo (1:26–27; 2:11; 3:13–18; 4:1–10). La sabiduría del mundo es rechazada y se exhortó a la gente abrazar la sabiduría celestial, que incluye el establecimiento de la paz y la búsqueda de la rectitud y la justicia (3:13–18).
Este enfoque considera la epístola como una verdadera carta con un propósito inmediato real: alentar a los judeocristianos a no volver a la violencia en su respuesta a la injusticia y la pobreza, sino más bien para mantenerse enfocados en hacer el bien, mantenerse santos, y abrazar la sabiduría de los cielos, no la sabiduría del mundo.

## Doctrina

### Justificación
La carta contiene el siguiente pasaje famoso acerca de la salvación y justificación:
14Hermanos míos, ¿de qué aprovechará si alguno dice que tiene fe, y no tiene obras? ¿Podrá la fe salvarle? 15Y si un hermano o una hermana están desnudos, y tienen necesidad del mantenimiento de cada día, 16y alguno de vosotros les dice: Id en paz, calentaos y saciaos, pero no les dais las cosas que son necesarias para el cuerpo, ¿de qué aprovecha? 17Así también la fe, si no tiene obras, es muerta en sí misma.

18Pero alguno dirá: Tú tienes fe, y yo tengo obras. Muéstrame tu fe sin tus obras, y yo te mostraré mi fe por mis obras. 19Tú crees que Dios es uno; bien haces. También los demonios creen, y tiemblan. 20¿Mas quieres saber, hombre vano, que la fe sin obras es muerta? 21¿No fue justificado por las obras Abraham nuestro padre, cuando ofreció a su hijo Isaac sobre el altar? 22¿No ves que la fe actuó juntamente con sus obras, y que la fe se perfeccionó por las obras? 23Y se cumplió la Escritura que dice: Abraham creyó a Dios, y le fue contado por justicia, y fue llamado amigo de Dios. 24Vosotros veis, pues, que el hombre es justificado por las obras, y no solamente por la fe. 25Asimismo también Rahab la ramera, ¿no fue justificada por obras, cuando recibió a los mensajeros y los envió por otro camino? 26Porque como el cuerpo sin espíritu está muerto, así también la fe sin obras está muerta.
Este pasaje ha sido citado en los debates teológicos cristianos, especialmente en relación con la doctrina de la justificación. Cayo Mario Victorino (IV siglo) asocia la enseñanza de Santiago en las obras con la secta herética de los simaquinos, seguidores de Símaco el ebionita, y cuestionaron abiertamente si las enseñanzas de Santiago eran heréticas. Este pasaje también se ha contrastado con las enseñanzas de Pablo, el Apóstol de la justificación; de hecho, algunos estudiosos creen que este pasaje es una respuesta a Pablo. Un tema en el debate es el significado de la palabra griega δικαιόω (dikaiόο), «hacer justicia o tal como debe ser», con algunos de entre los participantes que tomaron la idea de que Santiago está respondiendo a una mala interpretación de Pablo.
La Iglesia católica y la Iglesia ortodoxa sostienen que este pasaje refuta la doctrina de la justificación por la fe sola (o sola fide), mientras que los primeros y muchos protestantes modernos siguen creyendo que las interpretaciones católicas y ortodoxas no entienden completamente el significado del término «justificación» y solucionan el conflicto aparente de Jacobo y Pablo acerca de la fe y las obras en formas alternativas a los católicos y ortodoxos:
Pablo estaba tratando con un tipo de error mientras que Santiago estaba tratando con un error diferente. Los erroristas que Pablo estaba tratando eran personas que dijeron que se necesitaban las obras de la ley añadidas a la fe, con el fin de ayudar a ganar el favor de Dios. Pablo respondió este error señalando que la salvación era por fe solamente, aparte de obras de la ley (Gálatas 2:16; Romanos 3:21-22). Pablo también enseñó que la fe salvadora no está muerta sino viva, mostrando la gracia de Dios en sus actos de amor (Gálatas 5:6 [«... porque en Cristo Jesús ni la circuncisión vale algo, ni la incircuncisión, sino la fe que obra por el amor»]). Santiago estaba tratando con erroristas que dijeron que si tenían la fe no tenían que demostrar el amor en una vida de fe (Santiago 2:14-17). Santiago respondió este error al enseñar que la fe está viva, mostrándose como tal por actos de amor (Santiago 2:18,26). Ambos, Santiago y Pablo, enseñan que la salvación es por la fe sola, y también que la fe nunca está sola, sino que manifiesta estar viva por actos de amor que expresan el agradecimiento de un creyente a Dios por el regalo de la salvación por la fe en Jesús.

### Unción de los enfermos
La epístola de Santiago también es el texto bíblico que menciona la unción de los enfermos. Santiago escribió:
14¿Está alguno enfermo entre vosotros? Llame a los ancianos de la iglesia, y oren por él, ungiéndole con aceite en el nombre del Señor. 15Y la oración de fe salvará al enfermo, y el Señor lo levantará; y si hubiere cometido pecados, le serán perdonados.
G.A. Wells sugirió este pasaje era evidencia de una autoría tardía de la epístola, con el argumento de que la curación de los enfermos que se realiza a través de un organismo oficial de presbíteros (ancianos) indica un desarrollo considerable de la organización eclesiástica, «mientras que en los días de Pablo para sanar y hacer milagros se referían a los creyentes indiscriminadamente (1 Corintios 12:9)».

## Canonicidad
La epístola fue invocada por primera vez explícitamente y citada por Orígenes de Alejandría, y, posiblemente, un poco antes por Ireneo de Lyon, así como por Clemente de Alejandría en una obra perdida según Eusebio, a pesar de que no fue mencionado por Tertuliano, quien escribió a finales del siglo II. También está ausente en el fragmento de Muratori, la lista más antigua conocida de los libros del Nuevo Testamento.
La Epístola de Santiago fue incluida en la primera lista de los veintisiete libros del Nuevo Testamento hecha por Atanasio de Alejandría, en su Epístola Festal trigésima novena (367 d. C.) y fue confirmada como una epístola canónica del Nuevo Testamento por una serie de concilios en el siglo IV. Hoy en día, prácticamente todas las denominaciones cristianas consideran que este libro es una epístola canónica del Nuevo Testamento.
En los primeros siglos de la Iglesia la autenticidad de la epístola fue puesta en duda por algunos, entre ellos Teodoro, obispo de Mopsuestia en Cilicia. Debido al silencio de varias de las iglesias occidentales respecto a ella, Eusebio la ubica entre los escritos Antilegomena o impugnados (Historia ecclesiae, 3,25; 2,23). Jerónimo da una valoración similar, pero añade que con el tiempo se había admitido universalmente. Cayo Mario Victorino, en su comentario sobre la Epístola a los Gálatas, cuestionó abiertamente si las enseñanzas de Santiago eran heréticas.
Su reconocimiento tardío en la Iglesia, sobre todo en Occidente, puede explicarse por el hecho de que fue escrita para o por los judeocristianos, y por tanto no fue ampliamente difundida entre las Iglesias gentiles. Hay algunos indicios de que algunos grupos desconfiaban del libro debido a su doctrina. En tiempos de la Reforma unos pocos teólogos, sobre todo Martín Lutero en su carrera temprana, argumentaron que esta carta no debía ser parte del Nuevo Testamento canónico. Pero la opinión de Lutero sobre la Epístola de Santiago cambió más adelante: en algunos casos, afirmó que no fue escrita por un apóstol mientras que en otros casos describió la obra de Santiago como la de un apóstol. Incluso lo cita como enseñanza con autoridad de Dios y describe la Epístola de Santiago como «un buen libro, porque en él no se establece ninguna doctrinas de hombres, sino que se promulga enérgicamente la ley de Dios». Actualmente los luteranos sostienen que la Epístola forma parte correctamente del Nuevo Testamento, citando su autoridad en el Libro de la Concordia; sin embargo, sigue siendo parte de la antilegomena luterana.